# Go/no go
En general las pruebas go/no go se refieren a pruebas de aprobado/fallo usando dos respectivas condiciones límite o de frontera. La prueba se considera aprobada solo si la condición para aprobar es satisfecha y además la condición de fallo no se cumple. En muchas ocasiones, el nombre de estas pruebas deriva en pruebas gonogo que es una españolización de la palabra en inglés.
La prueba no da resultados intermedios o grises del grado de conformidad o desviación de las condiciones límite, de ahí que sean consideradas pruebas si o no. Estas pruebas pueden usarse para controlar procesos estadísticos. Existen herramientas SPC específicas que usan medidas básicas de parámetros para determinar la estabilidad de un proceso,(e.g. P-charts).
En ingeniería, las pruebas son tradicionalmente usadas solamente para comprobar parámetros críticos donde los procesos de manufacturación se consideran no muy bien controlados o no lo suficientemente estables y la tolerancia de la manufacturación es más amplia que la distribución del parámetro (hay probabilidad de que falle).

## En psicología
En psicología las pruebas go/no go son usadas para medir la capacidad de los participantes para mantener una atención selectiva y control de respuesta. Por ejemplo, una prueba go/no-go que requiera a los participantes realizar una acción dado un cierto estímulo (e.g. presionar el botón con sabor dulce - Go) e inhibir esa acción bajo un conjunto diferente de estímulos sabor amargo o calor (e.g., no presionar el mismo botón - No-Go).
- Datos: Q932301